# 槻井泉神社
槻井泉神社（つきいずみじんじゃ）は、長野県塩尻市に所在する神社。式外社であり、旧社格は無格社。

## 祭神
- 誉田別命（主祭神）
- 弥都波能売神
- 大山祇命
- 猿田彦命
- 若宮八幡

## 歴史
社伝では、信濃国筑摩郡洗馬郷の開拓にまつわる産土神として870年（貞観12年）に創建され、のちに洗馬荘の鎮守として崇敬を集めた。『日本三代実録』には、元慶2年（881年）に従五位下を叙位されたという記録が遺されている。戦国時代には武田氏から神領を寄進された。
往時は、毎年3月15日と6月15日を例祭日としていたが、1873年（明治6年）以降は毎年7月9日に定められ、現在は毎年5月5日に実施されている。社前から長興寺入口の祝沢まで、藁で作った神馬を曳行する御神馬渡御（ごじんばとぎょ）の祭事がある。

## 境内
境内は約4367坪、社地は東西約65間、南北約45間である。
- 本殿 -  一間社流造
- 拝殿
- 神楽殿
- 宝庫
- 社務所

### 摂末社
- 白山社
- 天神社
- 三峯社
- 金毘羅社
- 蚕玉社